# Consultation acoustique

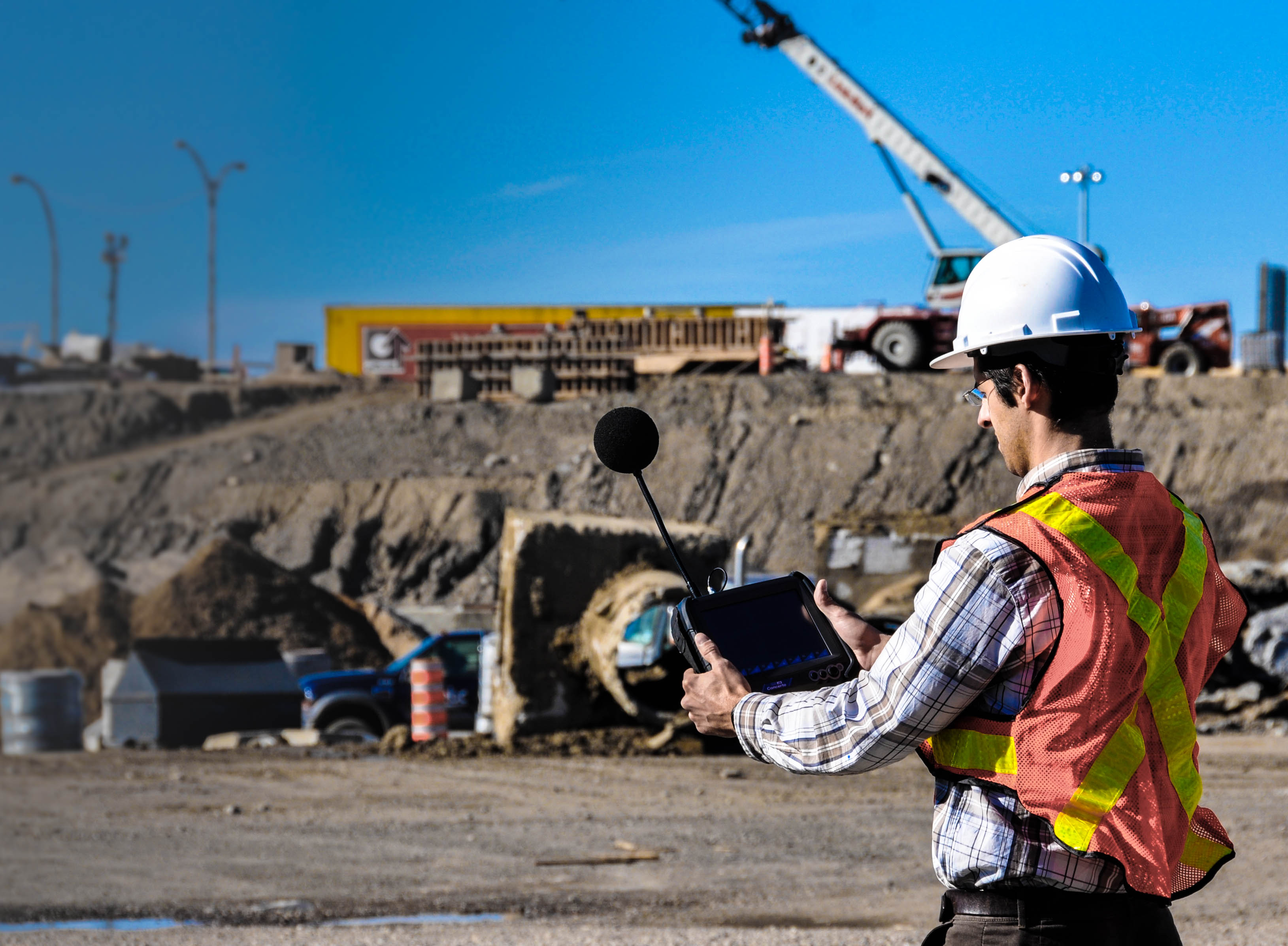

La consultation acoustique est un service opéré par des acousticiens ou par des ingénieurs spécialisés en acoustique qui s'intéressent à la gestion et à la propagation du son. Que ce soit pour des questions de contrôle du bruit, d’insonorisation, de vibrations, d’isolation acoustique, ou de contrôle de réverbération, la consultation acoustique est l'expertise qui adresse ces thématiques. Les secteurs visés sont souvent dans les domaines environnementaux, architecturaux, résidentiels, commerciaux, institutionnels et industriels.
Avec l'agrandissement des villes, l'augmentation du débit des transports et la concentration des zones habitées, le bruit et l'acoustique deviennent un enjeu de taille pour le développement durable des sociétés modernes. Ainsi, nombreuses sont les municipalités et agglomérations qui emboîtent le pas en instaurant des réglementations plus strictes qui prennent en compte ces nouvelles réalités sonores.
La consultation acoustique est donc le service qui s'adresse à ceux qui désirent satisfaire certains standards acoustiques et/ou législations sur le bruit. 